# 幸南容
幸南容（？—819年），又名幸显，字惕微。唐朝江西高安人。
贞元九年，登穆寂榜进士，同榜有柳宗元。官至太常卿、国子监祭酒，終官太子宾客。元和十四年，以病去世。有子幸至善。柳宗元作有《唐故开国子祭酒文贞公墓志铭》。